# Arthur Wellesley, 5.º Duque de Wellington
Arthur Charles Wellesley, 5.º Duque de Wellington (5 de junho de 1876 – 11 de dezembro de 1941) foi um militar e nobre britânico. Sucedeu a seu pai Arthur Wellesley, 4.º Duque de Wellington no ducado em 18 de junho de 1936.

## Biografia
Ele estudou em Eton entre 1890 e 1895, e mais tarde participou de Trinity College em Cambridge. Ele foi comissionado como tenente no regimento de Lincolnshire, e em janeiro de 1900 se juntou aos Grenadier Guards como segundo tenente. Com os Grenadier Guards, ele lutou na Segunda Guerra dos Bôeres, em 1900, e mais tarde na Primeira Guerra Mundial.

## Radicalismo de direita
O duque era um defensor de diversas causas da direita política. Ele era um membro da Sociedade Anglo-Alemã de 1935 e serviu como Presidente da Liga de Restauração da Liberdade, que foi descrito pelo inspetor Pavey (um ex-detetive da Scotland Yard empregado pelo Conselho de Deputados Judeus Britânicos para se infiltrar na extrema direita) como sendo antissemita. Quando Archibald Maule Ramsay formou o Right Club, em 1939, Wellington presidiu suas primeiras reuniões. Ramsay, descrevendo o clube, se vangloriou de que "o objetivo principal foi a opor-se e expor as atividades organizadas pelos judeus". No dia em que a Segunda Guerra Mundial estourou, o Duque de Wellington foi citado por culpar o conflito sobre "anti-apaziguadores e os malditos judeus".

## Casamento e descendência
Em 1909, ele se casou com Lilian Maud Glen Coats, filha de George Coats, 1.º Barão Glentanar. Tiveram dois filhos:
- Henry Valerian George
- Anne Maud